# NGC 4147
NGC 4147 (NGC 4153) je kuglasti skup u zviježđu Berenikinoj kosi. Naknadno je utvrđeno da je NGC 4153 isti skup.

## Vanjske poveznice
- (eng.) SEDS: NGC 4147
- (eng.) Revidirani Novi opći katalog
- (eng.) Izvangalaktička baza podataka NASA-e i IPAC-a
- (eng.) Astronomska baza podataka SIMBAD
- (eng.) VizieR